# VANOS
VANOS (niem. Variable Nockenwellen Steuerung) – dwustopniowa regulacja faz rozrządu firmy BMW.

## Budowa
1. zawór elektromagnetyczny
2. wałek przesuwny
3. skośne koło zębate, powodujące obrót wałka rozrządu
4. układ uruchamiający
5. element regulacyjny

## Zasada działania
Elektroniczne urządzenie sterujące, wykorzystując sygnał z czujników obciążenia i prędkości obrotowej silnika, określa sygnał sterujący wykonawczego układu hydraulicznego. Sygnał sterujący ustala położenie zaworu elektromagnetycznego umożliwiające przepływ oleju do układu uruchamiającego. Siła pochodząca od ciśnienia oleju powoduje przesunięcie wałka połączonego z elementem regulacyjnym, który znajduje się w piaście koła łańcuchowego napędu wałka rozrządu. Ten zmienia swoje położenie kątowe, powodując zmianę faz rozrządu (w tym przypadku zaworu dolotowego). W zakresie niskich prędkości element regulacyjny obraca wałkiem rozrządu, zmniejszając kąt początku otwarcia zaworów dolotowych. W średnim zakresie prędkości obrotowych, powyżej określonej wartości, element regulacyjny obraca wałek rozrządu w kierunku wcześniejszego otwarcia zaworów dolotowych. Po przekroczeniu pewnej prędkości obrotowej element regulacyjny ustawia wałek rozrządu ponownie w położeniu późniejszego otwarcia zaworów dolotowych.